# Neodartus acocephaloides
Neodartus acocephaloides är en insektsart som beskrevs av Melichar 1903. Neodartus acocephaloides ingår i släktet Neodartus och familjen dvärgstritar. Inga underarter finns listade i Catalogue of Life.